# Feni-Inseln
Die Feni-Inseln sind eine Inselgruppe von zwei Vulkaninseln, östlich von Neuirland im Bismarck-Archipel, die zu Papua-Neuguinea, Provinz New Ireland gehören. Sie sind Teil der Tabar-Lihir-Tanga-Feni-Inselkette.

## Geographie
Die größte Insel der Gruppe ist Ambitle (87 km²). Die zweite Insel, Babase (23 km²), ist durch die nur 100 m breite Salat-Straße von Ambitle getrennt. Babase vorgelagert ist die kleine Nebeninsel Balum.
Die Feni-Insel werden auch Anir-Inseln genannt, auf alten Karten werden die Bezeichnungen St. Jan, St. John, Wuneram, Wonneram oder Bournandinseln angegeben.
Die Inseln sind hügelig, schroff und felsig und dicht bewaldet. Obwohl der letzte große Vulkanausbruch  vor 2300 Jahren stattfand, gibt es besonders auf Ambitle noch immer starke vulkanische Aktivität  mit zahlreichen Geysiren, kochenden Schlammtöpfen und vor der Küste gelegenen Hydrothermalquellen.

## Geschichte
Die Inselgruppe wurde im Juni 1616 von niederländischen Seefahrern Jacob Le Maire und Willem Cornelisz Schouten für Europa entdeckt. Von 1885 bis 1899 gehörten die Feni-Inseln  zum sogenannten „Deutschen Schutzgebiet“ und von 1899 bis 1914 zur Kolonie Deutsch-Neuguinea, Verwaltungsbezirk Neumecklenburg-Süd mit dem Sitz in Namatanai. 1914 wurden die Inseln von australischen Truppen erobert, und nach dem Ersten Weltkrieg als Mandat des Völkerbundes von Australien verwaltet. Seit 1975 sind sie Teil des unabhängigen Staates Papua-Neuguinea.

## Bevölkerung
Auf beiden Inseln leben insgesamt etwa 1500 bis 2000 Menschen.

## Sonstiges
Auf Ambitle wurde eine Goldlagerstätte entdeckt, die geologisch der porphyren Weltklasse-Lagerstätte von Bougainville und der größten porphyren Goldlagerstätte der Welt auf Niolam (Lihir-Inseln) ähnlich ist.

## Einzelnachweise

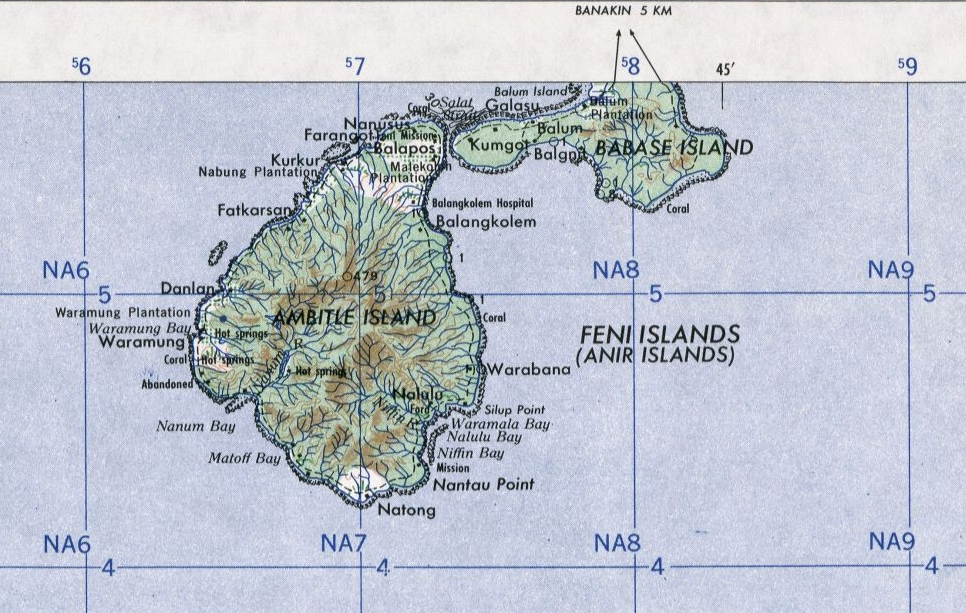
Topographische Karte der Feni-Inseln